# Tangye
Tangye (kinesiska: 唐冶街道, 唐冶) är en socken i Kina. Den ligger i provinsen Shandong, i den östra delen av landet, omkring 21 kilometer öster om provinshuvudstaden Jinan. Antalet invånare är 29 089. Befolkningen består av 14 756 kvinnor och 14 333 män. Barn under 15 år utgör 13,0 %, vuxna 15-64 år 79 %, och äldre över 65 år 6,0 %.
Genomsnittlig årsnederbörd är 841 millimeter. Den regnigaste månaden är juli, med i genomsnitt 315 mm nederbörd, och den torraste är januari, med 6 mm nederbörd.